# Renate van der Zee
Renate van der Zee is een Nederlands feministisch journalist en schrijver die schrijft over onder andere prostitutie, seksueel geweld en vrouwenrechten. Ze schreef onder andere voor Trouw, De Groene Amsterdammer, OneWorld, Nouveau de Volkskrant, HP/De Tijd, Opzij, Vrij Nederland, NRC, The Guardian en De Morgen en publiceerde een aantal boeken.
Om zich voor te bereiden op het schrijven van het boek Bitter avontuur werkte Van der Zee in de opvang voor slachtoffers van mensenhandel. Het non-fictieboek gaat over drie vrouwen die naar Nederland zijn gekomen door valse beloften en vervolgens gedwongen werden om te werken als prostituee, champignonplukker of au pair.
Van der Zee zet zich in tegen uitbuiting, mensenhandel en prostitutie en heeft zich kritisch uitgelaten over het wetsvoorstel uit 2019 voor het afschaffen van de eis van een deskundigenverklaring bij het wijzigen van het juridisch geslacht van M naar V of vice versa. Ze was een van de 35 ondertekenaars van het manifest Gendertwijfel waarin de Tweede Kamer wordt opgeroepen om tegen de wetswijziging te stemmen.